# Paul Steinbrück
Paul Steinbrück (* 5. August 1911 in Helbra; † 30. November 1994 in Berlin) war ein deutscher Mediziner.

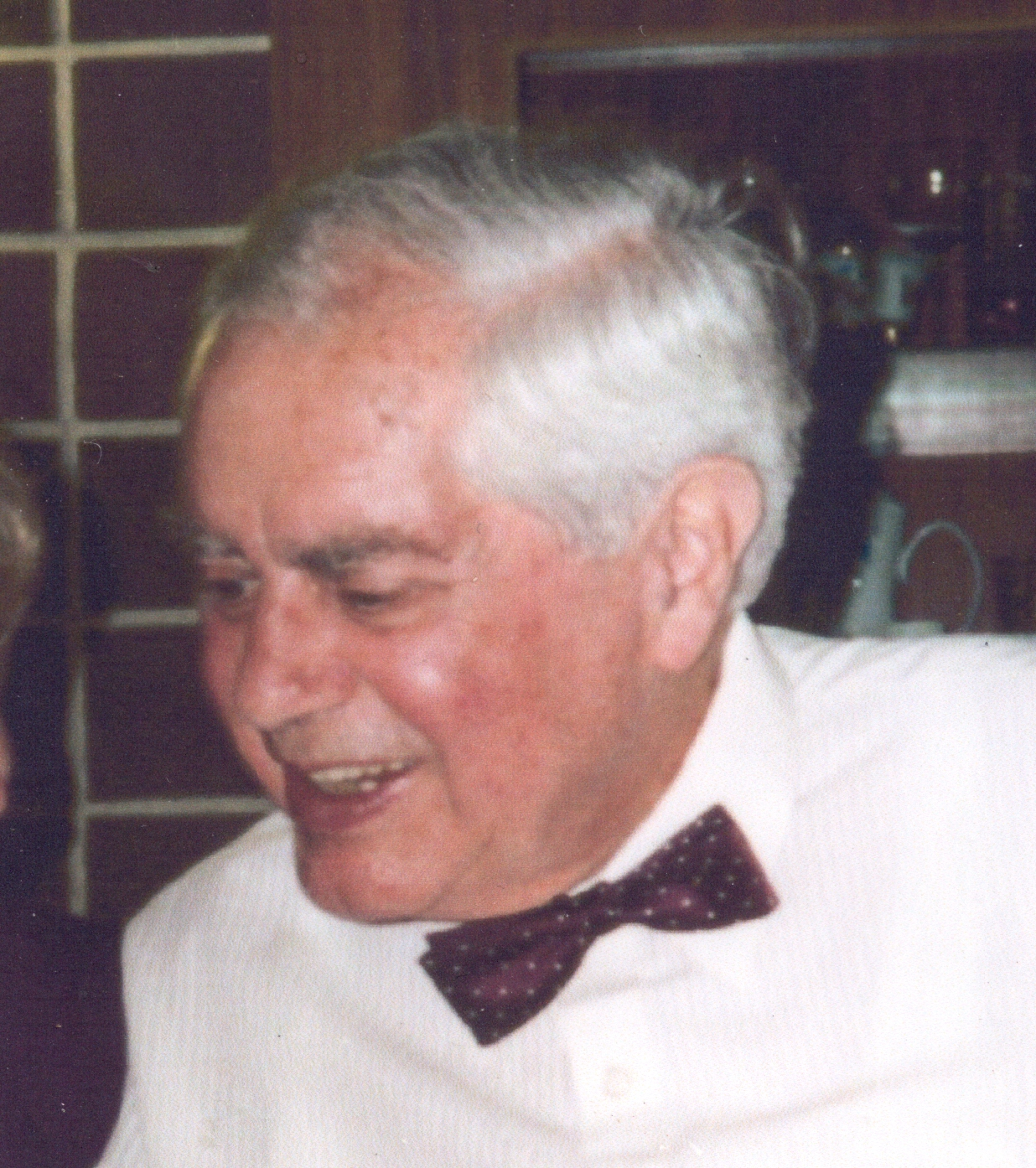
Paul Steinbrück

## Leben
Paul Steinbrück absolvierte an der Martin-Luther-Universität in Halle/Saale ein Studium der Medizin und promovierte 1936 zum Dr. med. bei Emil Abderhalden. Im Jahr 1933 trat er der NSDAP bei. Er wurde als Facharzt in Sangerhausen, Berlin, Hannover und Magdeburg tätig.
Im Jahre 1951 wurde er vom Ministerium für Gesundheitswesen der DDR zum Aufbau eines zentralen Tuberkulose-Forschungsinstituts nach Berlin-Buch berufen. Hier vereinigte er die Grundlagen- und klinische Forschung unter einem Dach. Ziel dieses Instituts war die Koordinierung der bisherigen Maßnahmen zur Tuberkulosebekämpfung und die Entwicklung
einer wirksamen Strategie. Unter seiner Leitung wurde das Forschungsinstitut zum Leitinstitut für die Tuberkulosebekämpfung in der DDR. Einer seiner Schwerpunkte lag auf der Epidemiologie der Tuberkulose. Er initiierte die Einführung der Röntgenreihenuntersuchung des Brustkorbs in der DDR sowie die Einführung der Tuberkuloseschutzimpfung. Es konnte ein deutlicher Rückgang an Neuerkrankungen von Lungentuberkulosen in der DDR erreicht werden.
1963 habilitierte Paul Steinbrück an der Humboldt-Universität zu Berlin. Im gleichen Jahr wurde er Professor mit Lehrauftrag für die Pulmologie an der Humboldt-Universität. 1964 übernahm er den Lehrstuhl Lungenkrankheiten an der Akademie für ärztliche Fortbildung. 1964 erhielt er zusammen mit drei leitenden Mitarbeitern seines Instituts  den Nationalpreis der DDR erster Klasse für Wissenschaft und Technik. Er war Mitglied und später Vorsitzender des Komitees für Epidemiologie und Statistik der Internationalen Union gegen Tuberkulose. 1973 wurde er zum Mitglied der Akademie der Wissenschaften der DDR gewählt. Ab 1974 gehörte er einer Expertenkommission der Weltgesundheitsorganisation an.
Paul Steinbrück war Ehrenmitglied zahlreicher in- und ausländischer Fachgesellschaften. Die Humboldt-Universität ernannte ihn zum Ehrendoktor. Von 1974 bis 1984 war Paul Steinbrück Herausgeber der Zeitschrift für Erkrankungen der Atmungsorgane, später Chefredakteur dieser Zeitschrift. Nach schwerer Krankheit verstarb er am 30. November 1994.

## Schriften
- Neue Ergebnisse der Tuberkuloseklinik und -forschung. Verlag Volk und Gesundheit, Berlin 1958.
- Diagnostik der Lungentuberkulose und anderer Lungenkrankheiten. Verlag Volk und Gesundheit, Berlin 1960.
- Die Therapie der Lungentuberkulose. Verlag Volk und Gesundheit, Berlin 1965.
- Die Röntgenschirmbildphotographie und ihre Anwendung in der Medizin. Verlag Volk und Gesundheit, Berlin 1971.
- Robert Koch. Ambrosius Barth Verlag, Leipzig 1982.